# Sebastian Enterfeldt
Peter Sebastian Leonard Enterfeldt Eriksson, född 22 maj 1988 i Gävle i Gästrikland, är en svensk ishockeyspelare som spelar för Brynäs IF i Elitserien säsongen 2012/2013. Föregående säsong spelade han för Luleå HF. Han spelar forward med nummer 9 på tröjan. Hans moderklubb är Valbo AIF.

## Karriär
Sebastian Enterfeldt började sin karriär i Brynäs IF där han spelade i J18-, J20- och A-laget. Han spelade totalt 7 matcher med  Brynäs A-lag, 4 under säsongen 2005/2006 och 3 under säsongen 2006/2007. Säsongerna 2007/2008 - 2009/2010 spelade Enterfeldt i Almtuna IS i Hockeyallsvenskan. Han fick chansen att spela i Elitserien igen när den dåvarande tränaren i Almtuna, Jonas Rönnqvist, skulle bli huvudtränare i Luleå HF. Rönnqvist tog då med sig Enterfeldt, Elias Fälth och Kim Karlsson till Luleå. Efter första säsongen i Luleå HF skrev Enterfeldt på ett kontrakt för en ettårsförlängning med Luleå HF inför säsongen 2011/2012. Den 25 april 2012 skrev han på ett tvåårskontrakt för Brynäs IF. 2017 tvingades han ge upp karriären efter skadeproblem.

## Meriter
- J20 SuperElit (Norra) - Flest assist 2006
- TV-Pucken - Tredje plats 2005
- TV-Pucken - Andra plats 2004
- TV-Pucken - Bästa tekningsprocent 2004

## Klubbar
- Brynäs IF 2003 – 2007 Elitserien, J20 SuperElit, J18 Elit, J18 Allsvenskan
- Almtuna IS 2007 – 2010 Hockeyallsvenskan, J20 Elit
- Luleå HF 2010 – 2012 Elitserien
- Brynäs IF 2012 – Elitserien